# Chisocheton macranthus
Chisocheton macranthus är en tvåhjärtbladig växtart som först beskrevs av Merrill, och fick sitt nu gällande namn av Airy-shaw. Chisocheton macranthus ingår i släktet Chisocheton och familjen Meliaceae. Inga underarter finns listade i Catalogue of Life.